# Verticalisateur

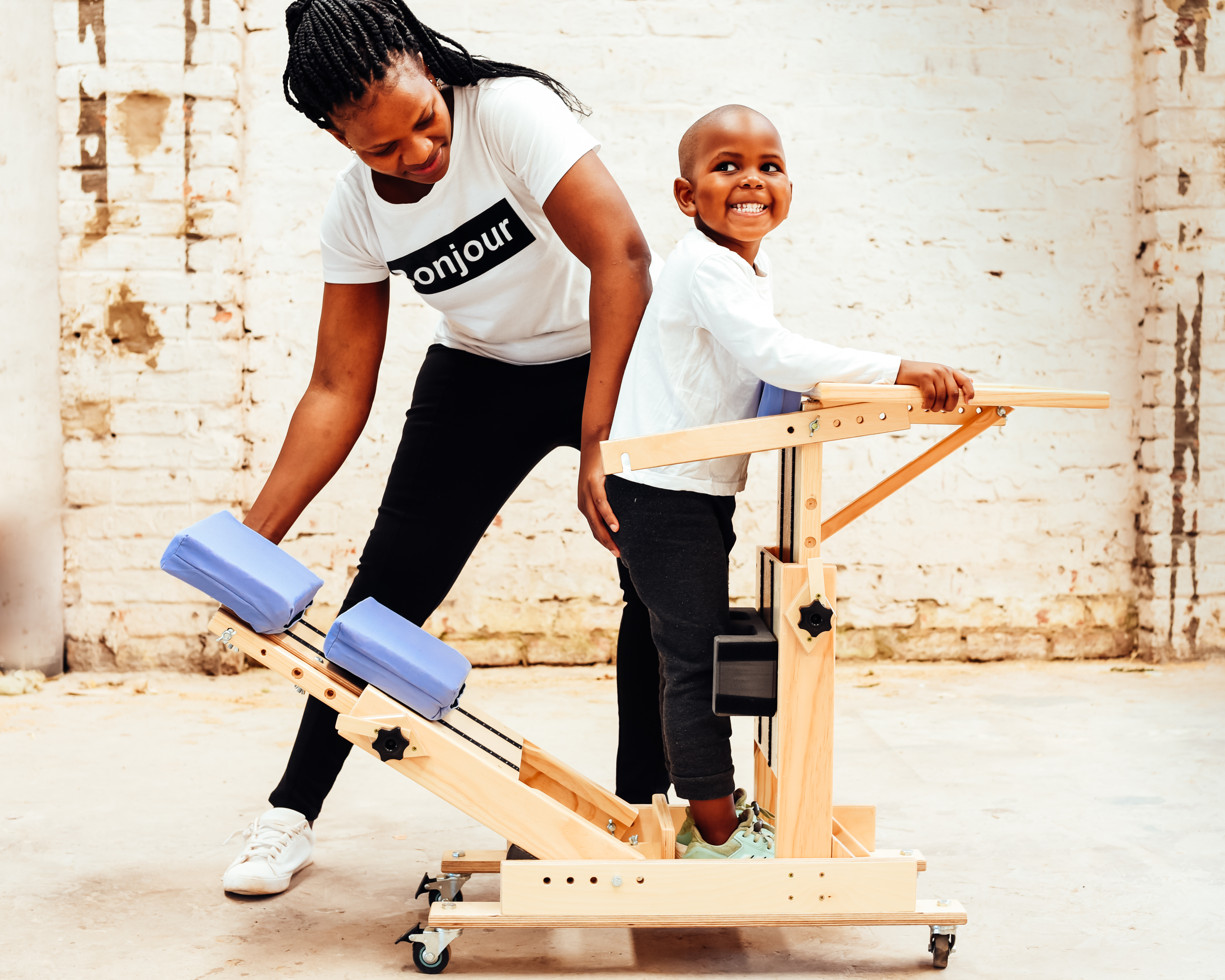
Enfant utilisant un verticaliseur en bois en Afrique du Sud.

Le verticalisateur, appelé également releveur, est un appareil médical de transfert actif d'une personne. Il a pour objectif de permettre le transfert assis-debout par exemple du lit vers le fauteuil ou vers les toilettes en passant par la position debout et d'effectuer des changes.

## Utilisation

### Type d'établissements
Le verticalisateur est plus communément destiné aux Établissements d'Hébergement pour Personnes Âgées Dépendantes (EHPAD), Maisons d'Accueil Spécialisé (MAS), Centres de Rééducation et de Réadaptation Fonctionnelle (CRRF), hôpitaux et cliniques. D’une manière générale, il trouve son utilité dès lors qu’un résident présente un certain degré de dépendance avec nécessité d’un intervenant pour les soins de base.

### Catégorie de patients
Le verticalisateur est conçu pour les patients dont la mobilité est réduite mais qui peuvent cependant prendre appui temporairement sur au moins une jambe, et qui ont besoin d’une aide mécanique pour être mis en station debout et être déplacé. L’utilisation de ce genre d’appareils requiert une évaluation des capacités du patient.

## Les différents types de verticalisateurs

### Le verticalisateur électrique

#### Caractéristiques
Le verticalisateur électrique est muni d’une structure mécanique avec un bras de levage mut par un vérin électrique, fixé à un châssis équipé de roulettes. Il comporte également un harnais (ou sangle)  amovible. Un moteur alimenté par batteries rechargeables. Le soignant doit pouvoir le déplacer aisément sur une courte distance.

#### Fonctionnement
Le patient doit poser ses pieds sur le socle de l’appareil et ses jambes doivent être en appui sur le repose-tibia. Le soignant place la sangle dans le dos du patient puis elle doit être fixée au verticalisateur. Puis, le bras, en s’élevant, tracte le patient vers le haut, grâce à un moteur électrique. Cette action permet au patient de passer d’une position assise, à une position debout. Le soignant peut alors déplacer le verticalisateur jusqu’au fauteuil, et remettre le patient en position assise.

### Le verticalisateur simple
Il requiert un faible niveau de dépendance de la part du patient. Celui-ci doit être capable de se hisser en position debout avec supervision dès lors qu’une bonne barre de préhension lui est fournie.

#### Caractéristiques
Le verticalisateur simple est muni d’un cadre en acier avec des poignées de guidage, d’une barre de préhension incorporée, d’un siège composé de deux palettes pivotantes, et d’un cale-genoux.

#### Fonctionnement
Pour lever un patient en position assise, le soignant doit ouvrir les rabats du siège, écarter les pieds du châssis et positionner celui-ci autour du fauteuil de la personne dépendante. Puis, le patient met ses pieds sur le repose-pieds, et saisit la barre de préhension incorporée afin de se lever. Le soignant pivote alors les rabats du siège derrière le résident pour former une assise, et il peut  alors procéder au transfert et/ou au soin du patient (change par exemple).

## Avantages
- Contribue à la stimulation du patient et à la stimulation de sa mobilité,
- Sollicite le système cardiaque,
- Lutte contre l'ostéoporose[3] et tous les troubles liés à l’immobilité de manière générale comme les chutes au cours des transferts,
- Stimule l’activité cérébrale (favorise le maintien de la continence),
- Améliore l’activité intestinale et la fonction vésicale.

## Inconvénients
- Du fait de son exigence de stabilité, il peut être encombrant,
- Mauvaise utilisation du personnel soignant non formé.

## Normes
Les exigences et les méthodes d'essai concernant le verticalisateur sont spécifiées dans la norme NF EN ISO 10535.
Ce dispositif médical est également régi par la Directive européenne 93/42/CE
et la norme ISO 9001.